# Bartholomäus Kleindienst

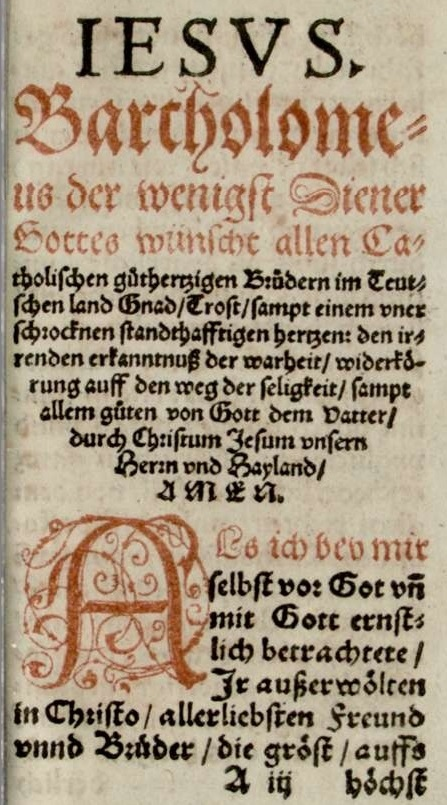
Anfang der Recht Catholisch und Euangelisch Ermanung, wo Kleindienst seinen Familiennamen spielerisch mit „der wenigst Diener Gottes“ umschreibt

Bartholomäus Kleindienst (auch Kleindinst; * vor 1530 in Annaberg; † 8. Oktober 1560 in Wien) war ein deutscher Dominikaner, römisch-katholischer Theologe und Hochschullehrer.

## Leben
Kleindienst wurde in ärmlichen Verhältnissen geboren. Er studierte an den Universitäten Leipzig und Löwen sowie ab 1551 an der Universität Dillingen. Er war dort Schüler des Dominikaners Petrus de Soto. 1553 trat er in Augsburg in den Dominikanerorden ein. Anschließend ging er zu weiteren Studien an die Universität Bologna. Nach seiner Rückkehr wurde er zum Dr. theol. promoviert.
Der frisch promovierte Kleindienst erhielt anschließend eine Professur der Heiligen Schrift. Kleindienst war mit der Konzeption eines neuen Generalstudiums für die Dominikaner in Süddeutschland befasst. 
Kleindienst wurde, bevor er eigentlich Prior im Freiburger Dominikanerkloster werden sollte, im Auftrag des Augsburger Kardinals Otto Truchsess von Waldburg nach Rom geschickt und starb auf dem Rückweg in Wien. 
Sein Bruder war der Domvikar in Augsburg Paul Kleindienst († 1599).

## Publikationen
- Ein recht katholisch und evangelisch Ermanung an seine lieben Teutschen, darin klärlich, schrifftlich und gründlich wird angezeigt, wie sich die gutherzigen alten Christen in Glauben- und Religionssachen halten sollen, Dillingen 1556.
- Matthaei Galeni Vestcappellii Theologi Qvidem Louaniensis ..., Dillingen 1561 (Grabrede von Matthäus Galenus auf Kleindienst).

Ungedruckt blieben folgende Schriften:
- Epistolae decretales.
- Consultatio ad Othonem (Truchsess von Waldburg) Cardinalem de stabiliendo et perficiendo collegio s. Hieronym.